# رده‌بندی اصلی در ووئلتا اسپانیا
رده‌بندی اصلی مهم‌ترین رده‌بندی در تور دوچرخه‌سواری ووئلتا اسپانیا است که در کنار تور دو فرانس و جیرو دیتالیا یکی از سه گرند تور دوچرخه‌سواری محسوب می‌شود. ووئلتا اسپانیا ابتدا در آوریل و مه برگزار می‌شد و از سال ۱۹۹۵ به سپتامبر منتقل شد. مسافت طی شده در این مسابقه معمولاً حدود ۳۳۰۰ کیلومتر است و از اسپانیا و کشورهای نزدیک در اروپا گذر می‌کند.
زمان مورد نیاز برای طی مسافت هر مرحله ثبت و با مجموع زمان‌های مراحل پیشین جمع می‌شود و کسی که کمترین زمان را داشته‌باشد، رهبر رده‌بندی اصلی است که پیراهن قرمز را در مرحلهٔ بعد به تن می‌کند. تا سال ۲۰۱۰ رنگ این پیراهن، طلایی بود. در پایان مسابقه نیز رکابزنی که کمترین زمان مجموع را داشته‌باشد، برندهٔ ووئلتا اسپانیا اعلام می‌شود. مسیر مسابقه سالانه تغییر می‌کند، ولی به صورت سنتی در مادرید پایان می‌یابد.
افزون بر رده‌بندی اصلی، سه رده‌بندی مهم دیگر ووئلتا شامل رده‌بندی امتیازی با پیراهن سبز، رده‌بندی کوهستان با پیراهن آبی خال‌خالی و رده‌بندی ترکیبی با پیراهن سفید هستند.
روبرتو اراس با چهار قهرمانی و تونی رومینگر و آلبرتو کونتادور با سه قهرمانی برترین رکابزنان تاریخ ووئلتا هستند. همچنین رومینگر رکورد سه قهرمانی پیاپی را ثبت کرده‌است.

## تاریخچه
به دنبال موفقیت تور دو فرانس و جیرو دیتالیا که توسط روزنامه‌ها راه‌اندازی شده‌بودند، ووئلتا اسپانیا نیز در سال ۱۹۳۵ توسط روزنامهٔ اینفورماسیونس پایه‌ریزی شد. نخستین دوره با قهرمانی گوستاف دلور پایان یافت. او توانست در دورهٔ بعدی از قهرمانی خود دفاع کند. سپس جنگ داخلی اسپانیا باعث توقف ۴ سالهٔ مسابقه شد. پس از جنگ، نخستین دوره در سال ۱۹۴۱ برگزار شد که خولیان برندرو برندهٔ آن شد. در سال بعد نیز برندرو به قهرمانی رسید. جنگ جهانی دوم عامل دیگری بود که موجب تعطیلی دو سالهٔ مسابقه شد. در نخستین دورهٔ پس از جنگ، دلیو رودریگز به قهرمانی دست یافت. ووئلتا در سال ۱۹۴۹ برگزار نشد و در سال بعد، امیلیو رودریگز برندهٔ مسابقه شد. سپس ووئلتا برای چهارمین بار تعطیل شد. این بار به دلیل انزوای اسپانیا در دوران ژنرال فرانکو و عدم شرکت رکابزنان خارجی در مسابقه، ووئلتا به مدت ۴ سال برگزار نشد.
نخستین قهرمان پس از پایان تعطیلی، ژان دوتو بود که برندهٔ ووئلتای ۱۹۵۵ شد. ووئلتای ۱۹۶۳ به قهرمانی ژاک آنکتیل خاتمه یافت که با این قهرمانی ، آنکتیل نخستین رکابزنی شد که هر سه گرند تور را فتح کرده‌است. در سال ۱۹۷۳ نیز ادی مرکس با پیروزی در ووئلتا این دستاورد را کسب کرد. برنار اینو در سال ۱۹۷۸ موفق شد ووئلتا و تور دو فرانس را در یک سال فتح کند. در سال ۱۹۸۴ اریک کاریتو با کمترین فاصلهٔ تاریخ ووئلتا به میزان شش ثانیه توانست برندهٔ این مسابقه شود. در سال ۱۹۸۷ لوئیس اررا نخستین غیر اروپایی شد که برندهٔ ووئلتا شده‌است.
دههٔ ۱۹۹۰ تحت سلطهٔ رکابزنان سوئیسی بود. تونی رومینگر با سه قهرمانی پیاپی در سال‌های ۱۹۹۲ تا ۱۹۹۴ رکورددار شد. لوران ژالابر برندهٔ ووئلتای ۱۹۹۵ شد و با کسب پیروزی در رده‌بندی امتیازی و کوهستان ووئلتا توانست به سومین رکابزنی که در یک گرند تور، سه‌گانه را به دست آورده‌است، تبدیل شود. الکس زوله نیز دو پیروزی در سال‌های ۱۹۹۶ و ۱۹۹۹ به دست آورد.
روبرتو اراس در سال ۲۰۰۵ چهارمین قهرمانی خود در ووئلتا را کسب کرد. آزمایشی که در نوامبر ۲۰۰۵ (دو ماه پس از مسابقه) منتشر شد، نشان از وجود اریتروپوئیتین در بدن اراس در روز مسابقهٔ تایم تریل (مرحلهٔ ۲۰) داشت. اراس دو سال محروم شد و پیروزی او در ووئلتا به نفر دوم رده‌بندی یعنی دنیس منچوف داده‌شد. اراس در دادگاه مدنی کاستیا و لئون فرجام‌خواهی کرد و برنده شد. فدراسیون دوچرخه‌سواری اسپانیا به دادگاه عالی کشور فرجام‌خواهی کرد؛ ولی در دسامبر ۲۰۱۲ دادگاه حکم صادر شده را تأیید کرد. فدراسیون نیز اراس را دوباره قهرمان ووئلتای ۲۰۰۵ اعلام کرد.